# Fabio Celestini
Fabio Celestini (Lausanne, 1975. október 31. –), svájci válogatott labdarúgó.
A svájci válogatott tagjaként részt vett a 2004-es Európa-bajnokságon.

## Sikerei, díjai

### Játékosként
Lausanne-Sport
- Svájci kupa (2): 1997–98, 1998–99

Troyes
- Intertotó-kupa (1): 2001